# Klášter kapucínů (Olomouc)
Klášter kapucínů s kostelem Zvěstování Páně se nachází v historickém centru Olomouce. Barokní areál postavený ve 2. polovině 17. století zahrnuje budovu kláštera s novějším jižním křídlem, kostel, klášterní zahrady a dva úseky ohradní zdi.

## Historie
Do Olomouce povolal kapucíny biskup kardinál František Dietrichstein roku 1614. Zásluhou mecenáše Jana Kavky z Říčan byl pro ně na předměstí před městskými hradbami vybudován klášter, který však byl v roce 1619 napaden protestanty a téměř úplně rozbořen. Kapucíni se odstěhovali do Brna, ale po porážce stavovského povstání se již v červnu 1622 vrátili zpět do Olomouce. S pomocí svého dobrodince Jana Kavky z Říčan a peněz, které dostali z pobělohorských konfiskací, se na původním místě pustili do stavby nového kláštera. Kapucíni v něm bydleli až do roku 1642, kdy byl zbořen Švédy během třicetileté války. 
Nový konvent s kostelem Zvěstování Páně, umístěný již ve městě, začali kapucíni stavět v roce 1653. Vykoupili za tím účelem 19 domů na Dolním náměstí. Stavba byla financována z almužen a peněžního daru vídeňského obchodníka Jakuba Serty, který rok před tím vstoupil do řádu jako bratr Electus. Kostel byl vysvěcen v dubnu 1661. Roku 1737 byla započata výstavba nového křídla kláštera. Klášter utrpěl značné škody při obléhání Olomouce pruskými vojsky v roce 1758. V roce 1807 proběhla generální oprava klášterních budov a obnovena byla i klášterní zahrada. V roce 1894 kapucíni v Olomouci otevřeli první serafínskou školu v českých zemích. Olomoucký konvent byl též noviciátním domem pro kleriky i laiky. 

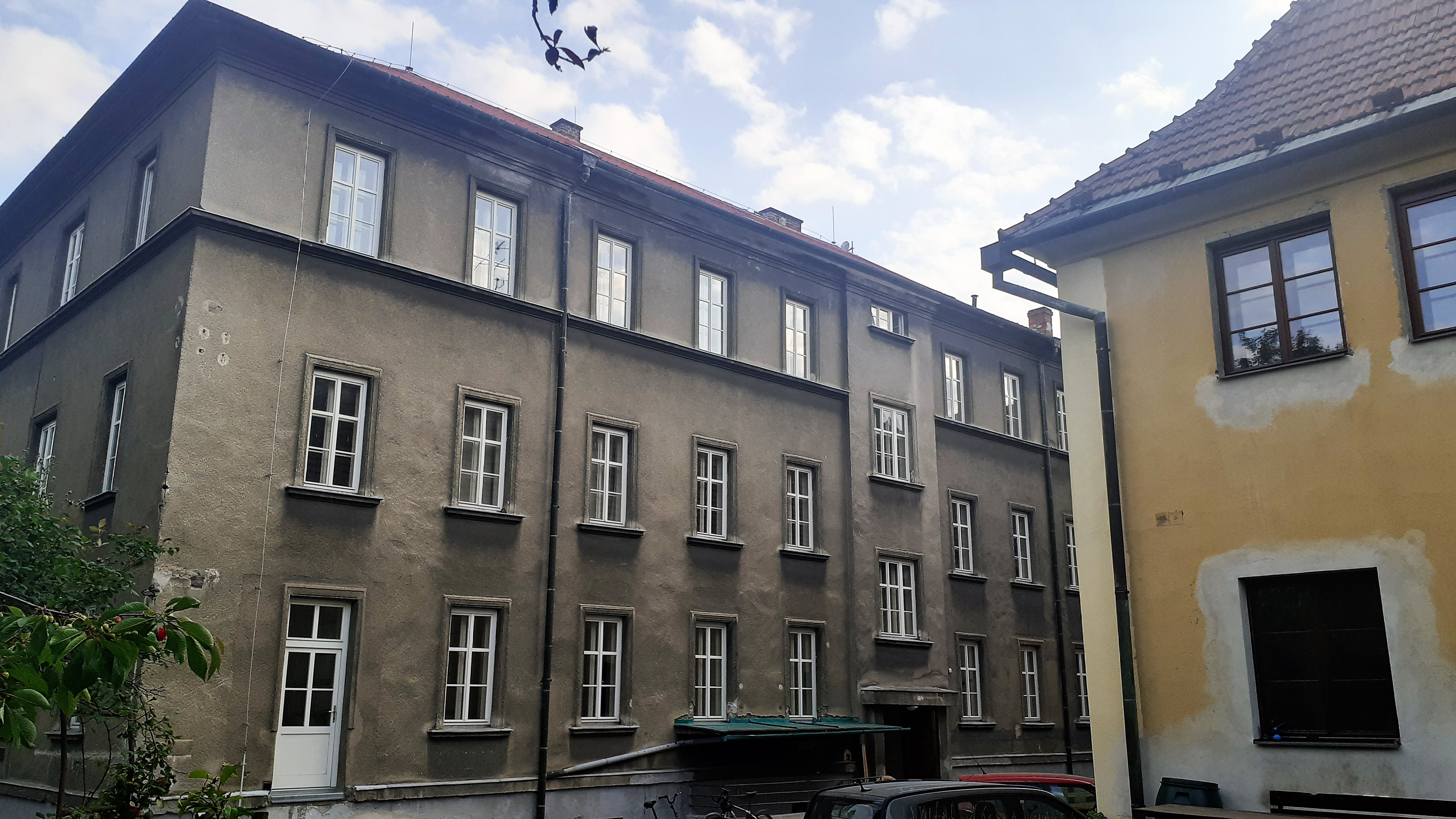
Bývalá školní budova v sousedství konventu (pohled z klášterní zahrady)

V letech 1933–1935 přestavěli kapucíni část kláštera a zřídili v ní řádové učiliště zaměřené na studia teologie a filozofie (tzv. Serafikum).  Tato budova byla za nacistické okupace zabrána a proměněna v nemocnici. Po válce zde bydleli kapucínští studenti filozofie a krátce se sem vrátila serafínská škola. Po nástupu komunistického režimu klášter zabral stát a v dubnu 1950 byli kapucíni vyhnáni. V tu dobu v klášteře žilo 25 kapucínů (11 kněží, pět bratří laiků, devět studentů filozofie) a 20 studentů serafiky. Zatímco kostel zůstal otevřený pro veřejnost a sloužil svému účelu, klášterní budovy užívalo postupně několik institucí. Po armádě je převzaly Československé státní dráhy, které zde zřídily výpočetní středisko.
Po sametové revoluci se kapucíni vrátili do kláštera v lednu 1991. Soudní spory o navrácení majetku pokračovaly až do roku 1995. Na počátku 21. století byly modernizovány interiéry, zastřešen dvůr konventní budovy, upraveny klášterní zahrady.
V klášteře sídlí juniorát, tedy formace bratří mezi prvními a doživotními sliby. V roce 2023 v klášteře žije 7 řeholníků, z toho 3 kněží. Řeholní řád Menších bratrů kapucínů je zaměřený na misijní činnost a chudobu, bratři žijí v chudobě a soucítí se sociálně slabými, nemocnými a ostatními lidmi, kteří jsou vyřazeni ze společnosti. Budova bývalého řádového učiliště je využívána jako ubytovna pro vysokoškolské studenty. 

## Popis

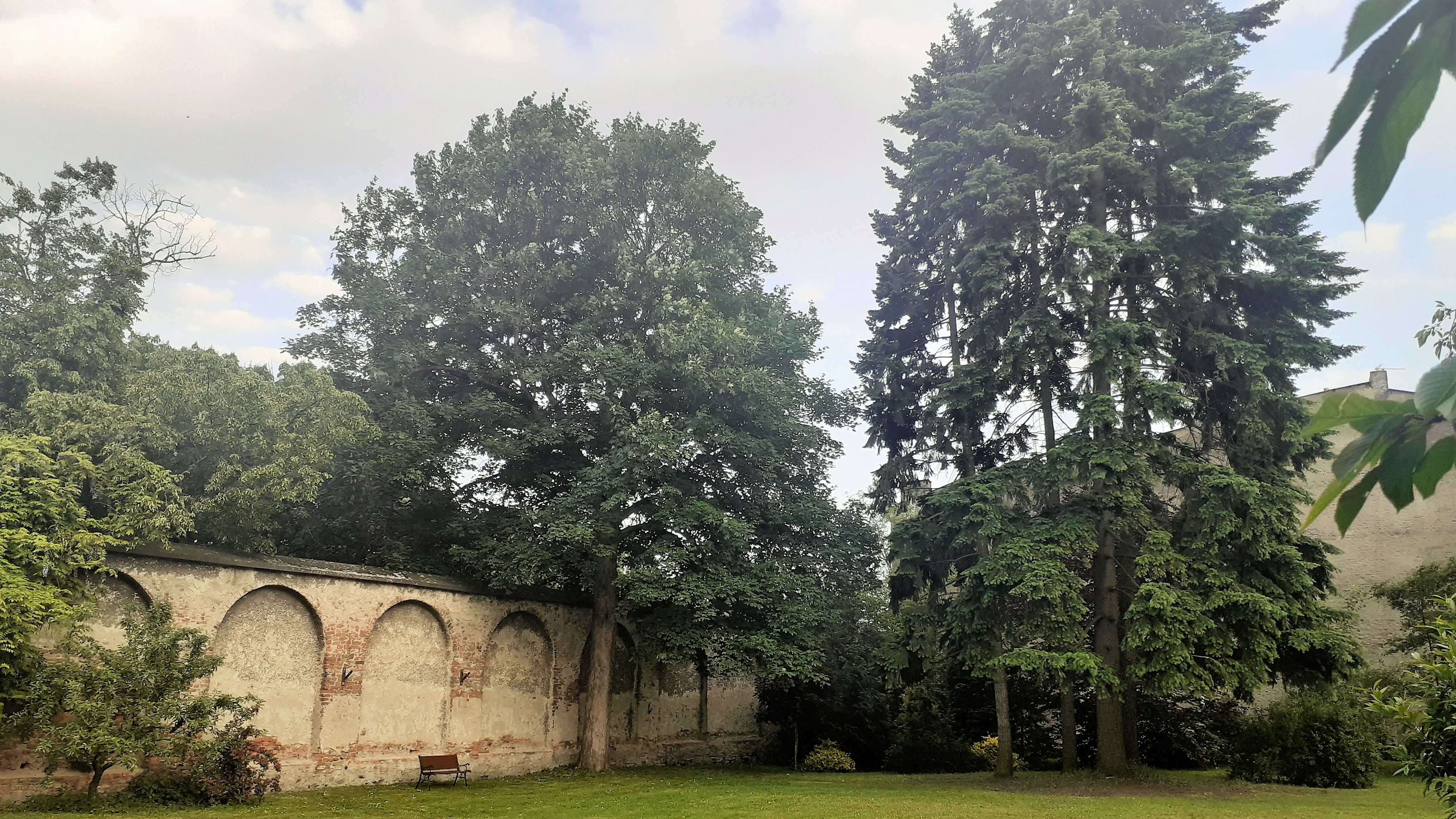
klášterní zahrada s ohradní zdí

Klášterní areál se rozkládá mezi Dolním a Blažejským náměstím a Hrnčířskou ulicí. Jedná se o architekturu, která v souladu s řádovými idejemi skromnosti a prostoty jen v minimální míře využívá zdobné prvky. Vychází ze schématu, který počátkem 17. století vytvořil v Itálii řádový bratr Antonio z Pordenone, tvůrce teoretických podkladů pro kapucínskou architekturu. Dominantu tvoří kostel Zvěstování páně v typickém stylu řádové kapucínské architektury s charakteristickým trojúhelníkovým štítem obráceným k Dolnímu náměstí. V zadní části je chodbou propojen s asymetricky umístěnou budovou konventu čtvercového půdorysu, která má uprostřed dvůr (bývalá rajská zahrada). Jednoduchá jednopatrová stavba s obdélnými okny je kryta sedlovou střechou.
Jižní stranu areálu zabírá samostatně stojící dvoupatrová budova obdélného půdorysu (bývalé řádové učiliště). Zadní část areálu směrem k Michalskému výpadu tvoří klášterní zahrada, menší užitková zahrada je v boční části v sousedství Hrnčířské ulice. Areál obklopují dva úseky ohradní zdi, které umožňují vstup z Blažejského náměstí a Hrnčířské ulice.